# Acanthus sennii
Acanthus sennii är en akantusväxtart som beskrevs av Emilio Chiovenda. Acanthus sennii ingår i släktet akantusar, och familjen akantusväxter. Inga underarter finns listade i Catalogue of Life.